# Siegfried Hauffe
Siegfried Hauffe (* 4. April 1923 in Plauen; † 1997 ebenda) war ein deutscher Maler und Illustrator.

## Leben
Siegfried Hauffe absolvierte nach Besuch von Volks- und Mittelschule die Kunst- und Fachschule für Textilindustrie Plauen, bevor er, nach Kriegseinsatz und Lazarettaufenthalt – mit 130 Narben und einer verkrüppelten Hand schwer gezeichnet – 1946 in seine Heimatstadt zurückkehrte. An der Plauener Kunstschule waren von 1937 bis 1941 Kurt Geipel (1902–1944) und Walther Löbering (1885–1969) seine Lehrer. 
Hauffe war seit Kriegsende in Kauschwitz (seit 1999 ein Ortsteil von Plauen) als freischaffender Maler tätig und Mitglied im Verband Bildender Künstler (VBK) der DDR. Neben Vogtlandlandschaften finden sich viele Tier- und Jagdmotive im Œuvre des Künstlers und Jägers. Auch Selbstbildnisse, Blumenstillleben und die Darstellung eines Motorradsportwettkampfes Ende der 1980er-Jahre auf dem Schleizer Dreieck sind von ihm erhalten geblieben.

## Werke (Auswahl)
- 1937: Altensalz im Vogtland: Ansicht des sonnenbeschienenen Ortes,[4] Aquarell, 16,5 × 21,5 cm
- 1948: Ansicht Burgstein,[4] Öl auf Leinwand, ca. 29,0 × 41,0 cm
- 1948: Sommer im Vogtland,[3] Aquarell, ca. 39,5 × 56,0 cm
- 1949: Sommerliche Landschaft,[3] Aquarell, 26,5 × 33,5 cm
- 1953: Vogtländische Spätsommerlandschaft,[4] Öl auf Karton, ca. 41 × 50,5 cm
- um 1965: Burgsteinansicht: Blick von einer Anhöhe mit goldgelben Birken auf die Ruinen des Burgsteins,[4] Aquarell, ca. 22 × 28 cm
- 1979: Birken am Weiher,[4] Aquarell, ca. 50 × 60 cm
- um 1960: Frühlingshafte Alpenlandschaft mit Dorf und Kirche,[5] Öl auf Leinwand, 49,9 × 69,1 cm
- um 1970: Rehe im Schnee,[3] Öl auf Leinwand, ca. 31 × 40 cm
- um 1980: Spätsommerlandschaft,[6] Öl auf Leinwand, ca. 40 × 80 cm
- um 1980: Elstertalansicht,[3] Öl auf Leinwand, ca. 40 × 80 cm
- 1984: Fuchsfamilie,[3] Aquarell, ca. 23,5 × 33,5 cm
- 1984: Ricke mit Kitzen,[3] Aquarell, ca. 23,5 × 33,5 cm
- 1995: Pferdeportrait,[3] Öl auf Karton, 40 × 29,5 cm

## Ausstellungen
- bis 1997: zahlreiche Ausstellungen u. a. in Chemnitz, Kronach, Steyr, Plauen und Siegen[2]
- 2016: Versuch einer Retrospektive in Schloss Leubnitz[2]